# Агустін Моралес
Педро Агустін Моралес Ернандес (ісп. Agustín Morales; 11 березня 1808 — 27 листопада 1872) — болівійський військовий офіцер, президент країни у 1871—1872 роках.

## Біографія
Моралес народився у Ла-Пасі. Спочатку підтримував президента Хосе Бальївіана (1841—1847), потім став запеклим ворогом генерала Мануеля Бельсу, який фактично усунув Бальївіана від влади 1847 року. Після багатьох років боротьби з Бельсу Моралес прийшов до влади в команді президента Хосе Марії Лінареса (1857—1861). Перебував в опозиції до президента Хосе Марії Ача, який скинув режим Лінареса, 1864 року підтримав переворот, який привів до влади сумнозвісного генерала Маріано Мельгарехо, який призначив Моралеса на пост головнокомандувача болівійською армією.
«Sexenio» (шестирічка) правління Мельгарехо відзначалась утисненням громадянських прав і свобод, а також безглуздими територіальними поступками. Це призвело до розростання опозиції в країні. Зрештою Моралес перейшов до іншого табору, а після об'єднання опозиційних сил очолив переворот, який усунув від влади Мельгарехо. У січні 1871 року Моралес став де-факто президентом Болівії.
Моралес намагався правити, як диктатор. Усе б нічого, але він виявився напівграмотним: 1872 року в одній з газет було опубліковано його листи, які рясніли помилками. Засмучений Моралес скликав Конгрес (вперше з часів початку президентства Хосе Ача) та оголосив, що готовий залишити свій пост, якщо його вважають негідним посади президента. Поки Конгрес обговорював це питання й формував своє рішення, у Моралеса траплялися істерики та різкі зміни настрою. Ці події зумовили виникнення в урядовому палаці в Ла-Пасі змови, внаслідок якої 27 листопада 1872 року президента було вбито.
Після смерті Моралеса тимчасовим президентом було проголошено Томаса Фріаса Аметлєра, на якого поклали обов'язки з підготовки та проведення виборів 1873 року.